# CCL15
CCL15 (англ. C-C motif chemokine ligand 15) – білок, який кодується однойменним геном, розташованим у людей на довгому плечі 17-ї хромосоми. Довжина поліпептидного ланцюга білка становить 113 амінокислот, а молекулярна маса — 12 248.
| 10         |  | 20         |  | 30         |  | 40         |  | 50         |
| ---------- |  | ---------- |  | ---------- |  | ---------- |  | ---------- |
| MKVSVAALSC |  | LMLVAVLGSQ |  | AQFINDAETE |  | LMMSKLPLEN |  | PVVLNSFHFA |
| ADCCTSYISQ |  | SIPCSLMKSY |  | FETSSECSKP |  | GVIFLTKKGR |  | QVCAKPSGPG |
| VQDCMKKLKP |  | YSI        |  |            |  |            |  |            |

A: Аланін

C: Цистеїн

D: Аспарагінова кислота

E: Глутамінова кислота

F: Фенілаланін

G: Гліцин

H: Гістидин

I: Ізолейцин

K: Лізин

L: Лейцин

M: Метіонін

N: Аспарагін

P: Пролін

Q: Глутамін

R: Аргінін

S: Серин

T: Треонін

V: Валін

Кодований геном білок за функцією належить до цитокінів. 
Задіяний у такому біологічному процесі, як хемотаксис. 
Білок має сайт для зв'язування з молекулою гепарину. 
Секретований назовні.